# Gophers (Fernsehserie)
Gophers ist eine britische Puppencomedy-Serie, die von Zenith Entertainment Ltd. produziert wurde.

## Handlung
Die Hamsterfamilie Gopher zieht in ihr neues Heim in den Sycamore Heights, direkt neben der Kaninchenfamile Burrows. Doch in der Nachbarschaft sind sie erstmal wenig willkommen, so plant beispielsweise das im Garten vergrabene Gemüse mehrfach einen Aufstand. Die bereits im Haus lebenden, aus Mexiko stammenden Kakerlaken Nacho, Mimi und Lupe versuchen stets das Essen der Gophers zu stehlen. Daneben plant das Frettchen Dr. Wince, ein Wissenschaftler, mit Hilfe eines reptilienartigen Wesens namens Sly die Herrschaft der Erde zu erobern.

## Trivia
- Das englische Wort „Gopher“ bezeichnet allgemein ein kleines Nagetier.
- Die Darsteller der Puppen sprachen im englischen Original jeweils nicht ihre eigene Figur, sondern wurden von einem anderen Darsteller der Serie gesprochen. So wurde beispielsweise die weibliche Figur Lilian Gopher von dem männlichen Schauspieler Jeremy Stockwell gespielt, der Figur die Stimme lieh jedoch Flaminia Cinque, welche die Figur Merv Wombat „lenkte“.[3]

## Ausstrahlungsnotizen
Gophers wurde, meist sonntags, beim britischen Fernsehsender Channel 4 im Kinderprogramm ausgestrahlt. In Deutschland war die Serie bisher nur einmalig im Frühjahr 1990 – samstags 18:15 Uhr – bei RTLplus im Programm.